# Franz Klupsch
Franz Klupsch (* 22. September 1874 in Deutsch-Jeseritz; † 28. Dezember 1957 in Dortmund) war ein deutscher sozialdemokratischer Politiker. Er gilt als der Organisator der SPD im Bezirk Westliches Westfalen. Nach dem Zweiten Weltkrieg unterstützte er die Vereinigung von KPD und SPD.

## Leben
Klupsch war gelernter Zimmermann. Im Jahr 1896 trat er der SPD bei, wohl gleichzeitig wurde er Mitglied der freien Gewerkschaften. In Dortmund wurde er 1902 Vorsitzender des Gewerkschaftskartells und 1903 Vorsitzender der Filiale des Zimmererverbandes für die Stadt. Kupsch war einer der führenden Personen beim großen Streik der Bergarbeiter im Ruhrgebiet im Jahr 1905. Im selben Jahr wurde er Parteisekretär für den Wahlkreis Dortmund-Hörde. In den Jahren 1907 und 1908 absolvierte Klupsch die zentrale Parteischule in Berlin. Er arbeitete auch für die Dortmunder Arbeiterzeitung, außerdem war Klupsch Vorsitzender des Wahlkreisvorstandes und war Mitglied im Bezirksvorstand der Partei. In der Zeit bis 1914 war Klupsch maßgeblich am Aufbau der Parteiorganisation im westlichen Westfalen beteiligt. Klupsch war mitverantwortlich für den in den folgenden Jahrzehnten dominierenden ausgleichenden, pragmatischen Stil in der Region. Im innerparteilichen Bereich unterstützte er die Parteimitte.
Während und nach der Novemberrevolution war Klupsch führendes Mitglied im Vorstand des Arbeiter- und Soldatenrates für den Wahlbezirk Dortmund-Hörde. Er trug dazu bei, die stärker linken Positionen zurückzudrängen und die Streikbewegungen der unmittelbaren Nachkriegszeit zu beenden. Seine legalistische Position vertrat Klupsch als Delegierter auch auf dem ersten Reichsrätekongress in Berlin. Anstelle von Max König, der in Arnsberg Regierungspräsident geworden war, übernahm er die Position eines hauptamtlichen Bezirkssekretärs und Vorsitzenden der SPD im westlichen Westfalen. Klupsch war auch Mitglied des zentralen Parteivorstandes. Außerdem war er Redakteur der sozialdemokratischen Westfälischen Allgemeinen Volkszeitung.
In Dortmund war er von 1915 bis 1933 Mitglied der Stadtverordnetenversammlung. In diesem Gremium war er zeitweise Fraktionsvorsitzender. Nach der Novemberrevolution war er Mitglied der verfassungsgebenden preußischen Landesversammlung und von 1919 bis 1933 war Klupsch Mitglied des preußischen Landtages. Von 1924 bis 1933 war er außerdem Vorsitzender des Reichsbanners Schwarz-Rot-Gold im Gau Westliches Westfalen.
Sein pragmatischer Kurs stieß im Laufe der 1920er Jahre bei den jüngeren Parteimitgliedern vor allem im Zuge der Panzerkreuzeraffäre immer mehr auf Kritik.
Klupsch verlor während der Zeit des Nationalsozialismus alle seine Ämter und Funktionen. Er baute einen Widerstandskreis auf, der Kontakt hielt zu Wilhelm Leuschner und Julius Leber und dem auch die von Klupsch vor 1933 angegriffene Linke und Pazifisten gehörten.
Nach dem Ende des Zweiten Weltkrieges war er zunächst einer der Wiederbegründer der SPD unter anderem in Meschede. Danach sprach er sich allerdings für die Vereinigung von SPD und KPD aus. Nach der offiziellen Trennung der SED und der KPD in den Westzonen im Jahr 1949 wurde Klupsch Vertreter der KPD im zentralen SED-Parteivorstand.